# Domek myśliwski Ernsta Gütschowa
Domek myśliwski Ernsta Gütschowa (niem. Jagdhütte) – domek Ernsta Gütschowa, ostatniego właściciela zamku Czocha, znajdujący się w lesie między Świeciem a Stankowicami.
Został wybudowany w latach trzydziestych dwudziestego wieku. Składał się z częściowo zachowanego po dziś dzień kamiennego podpiwniczenia i drewnianej części naziemnej, która została rozebrana w bliżej nieznanych okolicznościach, w czasach powojennych. Domek posiadał własną instalację gazową, a także wodociąg.
Po II wojnie światowej domek nazywany był „starą leśniczówką”. Do dziś, oprócz podpiwniczenia, zachował się także trzon kominowy wraz z paleniskiem.
Niedaleko domku myśliwskiego przebiega niebiesko  znakowany szlak PTTK, wytyczony pomiędzy zamkiem Czocha a zamkiem w Świeciu.
Przy pozostałościach budynku Ernsta Gütschowa postawiono tablicę informacyjną oraz przygotowano miejsce piknikowe dla turystów i paśnik dla zwierząt.